# キーチ!!
『キーチ!!』は、新井英樹による日本の漫画作品。『ビッグコミックスペリオール』（小学館）にて連載。単行本は全9巻。同誌2007年8月10日号より、続編の『キーチVS』が連載された。
数奇な運命を辿る主人公の少年、染谷輝一（そめやきいち）と、その周囲の人々の物語である。「少年編」と題されているが、最初は幼稚園児時代から始まる。

## ストーリー
幼稚園児の染谷輝一は、無口できかん坊、友達にいじめられても、泣かずに殴りかかるような乱暴者で、周囲から恐れられていた。母は輝一の所業に謝りどおしで、一方の子煩悩な父は息子の成長をビデオに収め、顔が緩みっぱなし。親子3人は、普通に日常を暮らしていた。
しかしある日、通り魔にその両親を突然殺される。父側と母側の祖父母は親を突然に失った輝一と暮らし始めるが、その矢先に輝一は家を飛び出してホームレスの中年女性「モモ」に拾われる。その女性は愛犬を失ったばかりの寂しさを輝一と過ごす事で癒そうとするが、捜索願の出された輝一にかけられていた報奨金に目がくらんだホームレス仲間に密告され、逃げ出す。モモは旧知を頼り伊豆の旅館で仲居をしている秋本の所に身を寄せるが、秋本に援助し愛人関係にあった男性と関係を持ってしまい、姿を消す。秋本は輝一を警察まで連れて行くことにするが、途中で輝一とはぐれてしまい、その道すがらで事故にあってしまう。山中に残った輝一は、魚や虫で飢えをしのぎ、失踪から246日後に保護され、祖父母の下に戻された。
後に小学校に上がった彼だが、周囲に馴染む事ができず、問題を起こすたびに別の学校に移る事を繰り返していたため、これと決まった友人もおらず、当人も他人と関わる事を避けていた。しかし長野の父方のであるパン屋に引き取られ、そこで同級生の甲斐慶一郎に出会い、クラスでいじめを受けていた佐治みさとを助けた事から、事態は大きく動いていく。
みさとは父により、児童売春をさせられていた。みさとの「客」には、大手政治家など錚々たる面々。輝一は児童売春の問題を解決しようとするが、顧客の中に有力政治家などがいたため揉み消される。輝一と甲斐は、マスコミ関係者の石塚を巻き込み、「情報（マスコミ）」を駆使して、国会議事堂前で児童買春の証拠の実況中継を行う。
民衆は、小学生・輝一の発言に狂喜乱舞し、犯罪行為でもある国会前での拳銃所持による要求行為を肯定する。
少年である輝一と甲斐は、拳銃所持にも関わらず無罪となる。対し、「大人」であったテレビ局の石塚と若村、それにホームレスのカメは実刑で5年程度となる。輝一は、石塚達が「大人」である故に罪に問われ、「少年」であるが故に罪に問われない自分たちという状況を「否定」し、石塚らを救うべく行動を取る。甲斐は輝一を「独裁者（アジテーター）」として祭り上げるべく、民衆をアジテートするためエフテレビにて会見を行う。
そんな中、輝一は幼少期に面倒を見てくれた秋本に会いにみさとと共に病院に趣く。相変わらず秋本は事故による昏睡状態であり、輝一は自分の無力さを感じ、自己否定に陥る。みさとは、輝一の自分を否定する状況を喝破。病院からの帰り道にて秋本は昏睡状態から回復する。

## 登場人物
染谷輝一（そめやきいち）
山育ちの父と海育ちの母との一人息子。幼稚園時代は小学生ともケンカをする暴れん坊で、放浪癖があり一人で東京から千葉県の九十九里浜まで行ったこともある。墨田区の両国駅前の路上で家族3人で水族館へ向かう途中、通り魔に両親を刺され両親は死亡（犯人はトラックにはねられその後死亡）。その後父方母方の祖父母と一時的に同居するも、公園で祖母たちが目を離した隙に行方不明となり、ホームレスのモモたちと一時的に同居することになる。その後ホームレス仲間によって警察に売られたために指名手配となったモモとモモのかつての同僚である秋本を頼って伊豆へ向かう。結局モモが秋本の愛人である謙二と行方をくらまし、秋本の手で祖父母に返すために警察に行くことになるが、その道中秋本が目を離した隙に車から一人降りて山を登り失踪する。その後魚が釣れなくなったことを理由に山を降り、地元の住民に保護される。その山中生活のなごりで徘徊癖を持つことになる。
その後父方の祖父母に引き取られ長野県に移住する。交通事故が原因で昏睡状態となった秋本の医療費を確保するためにオカマのホームレスと組んで競馬で年間1500万円、3年で4200万円ほど稼ぐ。小学校では教師ふたりを潰し3度目の転校となるが、転校先の小学校の体育の授業中に教師1人とクラスメイト31人を殴るといった事件を起こす。その後佐治みさとから自身が父親から売春を強要されている事実を告白される。みさとを助けるためみさとの父親を襲撃したり、地元の警察署に訴えたりするが、政治家と警察が連携していたため効果がなく自分一人の力ではどうにもならないことを思い知る。その後クラスメイトの甲斐やフリーのテレビディレクターの石塚のサポートを受け、世の中に少女売春の実態を訴えかける。

### 輝一の家族
染谷悟郎（そめやごろう）
輝一の父親。長野県北佐久郡出身。日ごろからハンディカムで輝一を撮影していた。家族3人で水族館へ向かう途中、千夏とともに通り魔に刺され死亡する。
染谷千夏（そめやちなつ）
輝一の母親。旧姓金城。沖縄県出身。「またとない男らしい男に育つ」という親戚のユタの占いで出産日を決定し、輝一を帝王切開で出産する。家族3人で水族館へ向かう途中、悟郎とともに通り魔に刺され死亡する。
染谷真悟（そめやしんご）
悟郎の父親で輝一の祖父。息子夫婦が刺殺されたため孫の輝一を引き取る。軽井沢にて夫婦でパン屋を経営していたが輝一の転校を機に、松本市で兄が経営していたパン屋の「パンのそめや」を引き継ぐ形で店長となる。
染谷真悟の妻
悟郎の母親で輝一の祖母。息子夫婦が刺殺されたため孫の輝一を引き取る。真悟の兄から「信ちゃん」と呼ばれている。
染谷真悟の兄
松本市でパン屋「パンのそめや」を経営していたが弟夫婦に店を譲る。昔気質の人間ですぐに輝一に手を出すが一方で輝一のことを認めている。町内会の友人には「染ちゃん」と呼ばれている。
染谷千夏の両親
娘夫婦が刺殺されたため孫の輝一を染谷家とどちらが引き取るか一時的にもめるが最終的に染谷家に譲る。

### 幼稚園編
亜里沙（ありさ）
輝一の幼稚園時代のクラスメイトで母親はフィリピーナ。輝一と同じマンションに住んでいた。
昌秀（ちゃんす）
通称「チャン」。輝一の幼稚園時代のクラスメイトで在日韓国人。輝一よりも年上。輝一とのケンカでは連戦連敗で前歯を合計で4本折られる。また輝一に殴られ失神し、一時夜眠症になったこともある。輝一にケンカで勝つためカルト教団が母体の「実存拳カラテ道場」に通う。
小林果南（こばやしかなん）
輝一の幼稚園時代のクラスメイト。ぬいぐるみの「レーミン」を通してしか話ができない。
リカ
輝一たちが通うますみ幼稚園の先生で輝一専属担当。
まさるの父
幼稚園の運動会で息子が輝一に殴られたことを発端に悟郎に土下座を求める。その後輝一を侮辱したため悟郎に「背負い投げ」で投げ飛ばされる。失業中のため面接に行く途中で、輝一の両親を含む5人が殺傷された通り魔事件の現場に遭遇する。その後輝一を保護し幼稚園まで送り届ける。その日に二人目の子供が産まれる。

#### 失踪時
道上直政（みちがみ）
43歳。ヤクザの若頭で輝一の父親の悟郎に似ている。組織内抗争のため台東区浅草公園六区で引きこもりヒットマンの前田に銃撃され、一時昏睡状態となったが一命をとりとめる。輝一たちが行う国会議事堂前占拠のために拳銃一丁を手配する。
野尻真弓（のじりまゆみ）
通称「桃（モモ）」で、秋本には「桃尻」と呼ばれていた。桜橋付近に住むホームレスで青テントでは哲也と同居していた。ホームレス相手に800円で売春をしていた。子供を家に置きざりにして不倫をしている最中、家が火事となり子供を死なせた過去がある。徘徊していた輝一と一時的に同居することになる。輝一のことを「ポーちゃん」と呼んでいた。ホームレス仲間のポクに警察に売られたために指名手配となり、輝一と一緒にかつての同僚である秋本がいる伊豆へ逃亡し、一時的にかくまってもらうことになる。その後輝一を置いて秋本の愛人である謙二と行方をくらます。結局謙二に捨てられ札幌市内の中華料理店で無銭飲食で通報され、警察で取調べを受け輝一を連れ去った事実を供述する。
仁科哲也（にしなてつや）
通称「哲ちゃん」。関西弁を話す。桜橋付近に住むホームレスで青テントではモモと同居していた。輝一と一時的に同居することになる。輝一のことを「ポチ」と呼んでいた。子供嫌いで「女は根元的に、子供は物理的に頭が悪い」といった持論を持っている。競馬・競艇などのギャンブルが好きで輝一に競馬を教える。両親は金持ちで妹がいる。ポクに警察に売られたために青テントを捨て、輝一と一緒にいることを望むモモとは別れる。
ポク
ホームレス。ほかのホームレスに新聞を売って歩いている。輝一に懸けられた懸賞金100万円目的（マチュピチュに行くため）で警察にモモたちを売る。
前田（まえだ）
桜橋付近に住むホームレスでヒットマン。サイレンをつけた青テントに引きこもっていて、周りのホームレスにその姿を見せない。情報通で物資と交換で情報を提供する。通り魔事件の遺児である輝一に興味を示す。輝一を連れて女装し、台東区浅草公園六区でヤクザの若頭である道上をピストルで襲撃するが道上に鉢植えを頭部に投げつけられ死亡する。
秋本弘恵（あきもとひろえ）
通称「秋ポン」。静岡県賀茂郡の旅館「海潮館」の仲居。幼いころに両親が蒸発したため姉弟で施設に入っていた。秋本を頼って伊豆に来たかつての同僚であるモモと輝一を一時的に世話する。その後モモが秋本の愛人である謙二と行方をくらまし、輝一を祖父母に返すために警察に行くことを決める。しかしその道中輝一がいなくなったため、慌てふためいた秋本は車で事故を起こし昏睡状態となり南伊豆市民病院へ入院する。
早川謙二（はやかわけんじ）
貸しおしぼりの「バンダレイ商事」伊豆営業所の所長。愛人である秋本のため借金や自分の家を貸したりなどして月々20万円を工面している。輝一に釣りを教える。モモとともに行方をくらますが結局モモを捨てることとなる。
秋本伸宜（あきもと）
IT企業の株式会社サイバーエンドの代表取締役。事業が軌道に乗るまで姉の弘恵に金を工面しもらっていた。幼いころに両親が蒸発したため姉弟で施設に入っていた。

### 小学生編
甲斐慶一郎（かいけいいちろう）
小学五年生で輝一のクラスメイト。塾の模擬試験で2年連続全国一位をとるほどの優等生。その反面同じ小学生にゲームやトトカルチョで金を貸つけて長期的に利息をとるといったこともしている。過去のトラウマで貧乏を感じさせるものが生理的に受けつけられない。小学二年生の7歳のころ大阪から松本に引っ越してきた。4歳のころテレビでの輝一の記者会見を見て以来、輝一の信者となる。「日本を動かす」という目標があり「金こそすべて」といった世の中の価値観を壊したいと思っている。輝一の参謀として輝一に力を貸す。みさとが盗み出した売春の顧客名簿の中に父親の名前を見つけショックを受けその後父親と決別する。
佐治みさと（さじみさと）
小学五年生で輝一のクラスメイト。架空の宇宙語の本を持ち歩き宇宙語を勉強している。クラスメイトのゴサキ一派からいじめを受けている。また小学三年生の夏から父親に売春を強要されている。母親はみさとが小学二年生の冬に家を出て行った。
渡辺（わたなべ）
通称「ナベ」。松本市立大川小学校の教師で輝一たち5年2組のクラスの担任。体育の授業中にクラスメイトのゴサキ一派によるみさとへのいじめが発端で輝一に頭突きされ前歯と鼻の骨を負傷する。
カメ
名古屋に住むオカマのホームレス。名古屋に来る前は高崎にいた。輝一のことを「オンマくん」と呼んでいる。輝一が小学二年生のころからコンビを組んで競馬で稼いでいる。輝一たちが国会議事堂前占拠のさい運転手を務めた。
甲斐隆介（かいりゅうすけ）
甲斐慶一郎の父親。住菱銀行の松本支店長。息子を「ケイ」と呼んでいる。児童買春をしていた。
甲斐由紀子（かいゆきこ）
甲斐慶一郎の母親。息子を「ケーちゃん」と呼んでいる。
佐治みさとの父親
タクシー運転手。ぜんそく持ち。娘のみさとに売春を強要している。売春する現場で輝一に襲撃される。
石塚広美（いしづかひろみ）
通称「ヅカ」。フリーのテレビディレクター。輝一に密着するドキュメント番組の担当をしていた。番組制作中スタッフで輝一と会話ができたのは石塚ひとりだけだった。色々な場面で輝一をサポートする。
中沼秀彦（なかぬまひでひこ）
松本中央警察署生活安全課の少年係。輝一からみさとの売春の件を聞かされるが、その後隠蔽目的でほかの警察署へ移動となる。
曽根しん（そねしん）
民自党幹事長で元文部科学大臣。政界のサラブレッドで甘いマスク、世間一般では「しん様」と呼ぶばれている。児童買春の黒幕で自身も買春をしていた。
若村（わかむら）
通称「バカ村」。コネで入社したエフテレビのアシスタントディレクター。石塚と行動をともにする。